# RTS車隊
RTS車隊（英語：RTS–Monton Racing Team，UCI隊碼：RTS），原為捷安特亞洲車隊，是台灣的職業自由車隊，於2002年成軍,並向國際自由車總會註冊，成為台灣首支職業車隊，並於2005年至2007年亞洲自由車巡迴賽完成三連霸。
2002年成立後不只帶動整個亞洲區職業車隊的成立，並希望未來幾年內能成立更多台灣的職業車隊，不只一支或兩支職業車隊在競爭，這樣台灣自行車運動才會更加持續精進.
2012年由RTS Carbon接手。
該車隊於2018年賽季中，為台灣唯一僅存的洲際隊，至2019年起取消登錄。

## 車隊陣容
截至2018年12月31日。
|              | 車手                | 出生日期               |
| ------------ | ------------------- | ---------------------- |
| 蒙古国       | 謝德蓋              | 1998年6月1日（20歲）   |
| 臺灣地區     | 陳建州              | 1997年12月2日（21歲）  |
| 臺灣地區     | 覃兆楷              | 1993年7月15日（25歲）  |
| 英国         | 湯姆·菲茨派翠克     | 1992年11月16日（26歲） |
| 臺灣地區     | 黃世昌              | 1988年11月12日（30歲） |
| 乌兹别克斯坦 | 盧斯蘭·卡里莫夫     | 1986年5月22日（32歲）  |
| 乌兹别克斯坦 | 穆拉德堅·哈姆拉朵夫 | 1982年6月11日（36歲）  |
| 臺灣地區     | 李冠賢              | 1994年7月19日（24歲）  |

|            | 車手                  | 出生日期               |
| ---------- | --------------------- | ---------------------- |
| 臺灣地區   | 廖家緯                | 1997年10月27日（21歲） |
| 哈萨克斯坦 | 蘇丹穆拉特·米拉利耶夫 | 1990年10月13日（28歲） |
| 蒙古国     | 詹姆貝爾強姆斯        | 1996年9月4日（22歲）   |
| 白俄罗斯   | 阿里克賽·思尼克       | 1994年5月12日（24歲）  |
| 乌克兰     | 阿爾滕姆·特斯勒       | 1988年10月12日（30歲） |
| 蒙古国     | 塔寇德                | 1985年6月17日（33歲）  |
| 臺灣地區   | 溫海濤                | 1997年5月4日（21歲）   |
| 臺灣地區   | 吳沂璋                | 1996年3月19日（22歲）  |

## 外部連結
- Facebook專頁（页面存档备份，存于）